# 横浜医科大学 (旧制)
| 横浜医科大学 （横浜医大） | 横浜医科大学 （横浜医大） |
| ------------------------- | ------------------------- |
| 創立                      | 1947年                    |
| 所在地                    | 神奈川県横浜市            |
| 初代学長                  | 高木逸磨                  |
| 廃止                      | 1961年                    |
| 後身校                    | 横浜市立大学              |
| 同窓会                    | 倶進会                    |

横浜医科大学（よこはまいかだいがく）は、1947年（昭和22年）に横浜市によって設立された旧制公立医科大学。
本項では、前身の旧制横浜市立医学専門学校を含めて記述する。

## 概要
- 第二次世界大戦中に設置された旧制横浜市立医学専門学校が前身。
- 戦後、戦時期に設立された他の公立旧制医学専門学校11校と同時期に旧制大学に昇格し、横浜医科大学となった。
- 新制大学への移行に際して横浜市立大学に合流し、医学部となった （現 医学部医学科）。
- 同窓会は 「倶進会」 と称し、新制医学部出身者と合同の会である （1972年以降は、横浜市大・Y校同窓会 「社団法人 進交会」 に合流し、学科単位同窓会となっている）。

## 沿革

### 前史
- 1871年4月20日： 早矢仕有的らにより横浜元弁天に「仮病院」を設立。
- 1871年9月： 仮病院、火事で類焼し廃止。
- 1872年7月： 神奈川県令大江卓・早矢仕らにより、太田町六丁目（現中区北仲通り6）に「横濱市病院」として開設[1]。
  - 東京大学南校からデュアン・シモンズを招聘、英米式医療を行った。
- 1873年12月： 野毛山の修文館跡[1]（現在の横浜市立老松中学校敷地内）に移転、「横浜共立病院」となる（1872年12月説も）。
- 1874年2月： 神奈川県立十全医院と改称。
- 1876年12月： 神奈川県に「医学校設立伺い書」を提出。
  - 1877年7月、医学教育は東京大学に一任することとなり、医学校は設立されず。
- 1889年4月： 広瀬佐太郎が院長に就任、ドイツ式医学に改められる。
- 1891年4月： 横浜市に移管、横浜市十全医院と改称。
- 1923年9月1日： 関東大震災で倒壊・全焼[1]。6日、仮病院を開設。
- 1924年6月： 南吉田町（現南区浦舟町4）に応急病院を開設。
- 1926年11月： 南吉田町に十全医院再建。
- 1940年： 「横浜市立十全高等医学専門学校設立の趣旨」を文部省に提出（予科1年、本科4年案）。
- 1941年： 医専設立は認められず、「横浜市立医科大学」設立案を提出。
  - 同年12月の日米開戦により、一転して医大案は不許可となり、医専として設立を目指すこととなった。

### 横浜市立医学専門学校時代
1943年11月決定の戦時教育非常措置により、市立横浜商専の存廃が問題となったが、時局に合う市立医学専門学校を設立し、代わりに商専を縮小・存続することになった。
- 1944年2月1日： 横浜市立医学専門学校 （旧制） 設立許可。
  - 修業年限4年。横浜市十全医院を横浜市立医学専門学校付属十全病院と改称。
- 1944年4月25日： 第1回入学式。5月1日、授業開始。
- 1946年： A級医専と判定され存続決定。修業年限 5年に延長。

### 横浜医科大学時代
- 1947年6月： 大学令により横浜医科大学 （旧制） 設置認可、予科を開設。
  - 修業年限3年。2学年が同時に入学 （第1学年のみ一般入試、第2学年は医専から希望者を編入）。
- 1949年3月25日： 学部開設認可。
- 1949年4月： 学部を開設 （修業年限4年）。
  - 医専付属十全病院を横浜医科大学病院と改称。
- 1951年3月： 横浜市立医学専門学校、横浜医科大学予科を廃止。
- 1952年4月： 新制横浜市立大学医学部開設 （4年制）、旧制横浜医大は学生募集停止。
  - 入学資格は、4年制大学に 2年以上在籍し医学教育基準に定める単位を取得した者。
- 1954年9月： 旧制学位審査権を取得。
- 1955年3月： 医大最後の卒業式。
- 1955年4月： 新制横浜市立大学に医学進学課程を設置。
- 1961年3月： 旧制横浜医科大学廃止。

## 歴代校長
横浜市立医学専門学校
- 初代校長： 及能謙一 （1944年2月 - 1946年9月）　* 十全医院院長 （1934年3月-）
- 第2代校長： 高木逸磨 （1946年9月 - 1951年3月）

横浜医科大学
- 初代学長： 高木逸磨 （1947年6月 - 1960年12月5日死去）
- 第2代学長： 勝又正 （1960年12月 - 1961年3月）

## 校地
校舎
医専設立当初は、南区井土ヶ谷下町の横浜市立横浜商業専門学校校舎を使用した （井土ヶ谷校舎）。1944年10月、南区浦舟町の旧三吉小学校校舎に移転 （浦舟校舎）。医大学部は浦舟校舎で発足し、後身の横浜市立大学医学部も同地で発足した。市大医学部は 1987年2月、現在の金沢区福浦に移転した （現 横浜市立大学福浦キャンパス）。
医大予科は、磯子区六浦町4646 （現 金沢区瀬戸） の旧海軍第一航空技術支廠跡で発足し、同地で廃校を迎えた （六浦校舎、現 横浜市立大学金沢八景キャンパス）。同地のイチョウ並木は、予科生が植樹したものとされている （『草創のとき』 289頁。#関連書籍参照）。
附属病院
医専設立時に南区浦舟町の横浜市十全医院を附属病院とした。同病院は横浜医科大学病院となった後、新制横浜市立大学医学部発足に伴い同附属病院となり、長らく使用された。旧十全医院本館は老朽化のため 1972年までに取り壊された。1991年に福浦キャンパス隣接地に新附属病院が開設された後、浦舟の病院は改築され、2000年1月、横浜市立大学医学部附属市民総合医療センターとなった （2005年、横浜市立大学附属市民総合医療センターと改称）。

## 関連書籍
- 倶進会　『草創のとき : 横浜市立大学医学部創立史』　まつだぶっくす、1984年6月。
  - 下 2書の基本文書となっている。
- 横浜市立大学60年史編集委員会（編） 『横浜市立大学60年史』　横浜市立大学創立60周年記念事業実行委員会、1991年7月。
- 三杉和章　『ハマの医学校物語』　(財)横浜総合医学振興財団、2006年3月。